# Tsyganskoje stjastje
Tsyganskoje stjastje (russisk: Цыганское счастье) er en sovjetisk spillefilm fra 1981 af Sergej Nikonenko.

## Medvirkende
- Nikolaj Kryutjkov som Zakhar Kasjanov
- Ivan Kamenskij som Sasjka
- Marina Jakovleva som Varka
- Jekaterina Voronina som Lenka
- Lidija Fedosejeva-Shuksjina som Anjuta